# Carl Johan Wachtmeister
Carl Johan Wachtmeister (Skövde, 1 de febrero de 1903-Estocolmo, 22 de mayo de 1993) fue un deportista sueco que compitió en esgrima, especialista en la modalidad de espada. Ganó una medalla de plata en el Campeonato Mundial de Esgrima de 1935 en la prueba por equipos.

## Palmarés internacional
| Campeonato Mundial | Campeonato Mundial | Campeonato Mundial | Campeonato Mundial |
| Año                | Lugar              | Medalla            | Prueba             |
| ------------------ | ------------------ | ------------------ | ------------------ |
| 1935               | Lausana (Suiza)    | Medalla de plata   | Espada por equipos |